# Wagner-Bräu Kemmern
Le Wagner-Bräu est une brasserie à Kemmern, dans le Land de Bavière.

## Histoire
La brasserie est mentionnée pour la première fois dans des documents en 1788. Depuis, la brasserie est une entreprise familiale qui en est à sa septième génération.

## Production
La brasserie utilise l'eau de sa propre source Pierre et Paul selon des recettes transmises de génération en génération. Avec huit salariés, Wagner-Bräu produit 8 000 hl de bière et 10 000 hl de boissons non alcoolisées. 
Outre la pils et la lager, l'entreprise brasse également la Märzen, la Weizenbier, la bock, la Schwarzbier, la Landbier, la bière rousse, la Rauchbier et la Vollbier. 